# Joseph Auslander
Joseph Auslander (ur. 1897, zm. 1965) – poeta i prozaik amerykański.

## Życiorys
Joseph Auslander urodził się 11 października 1897 w Filadelfii w stanie Pensylwania. Studiował na Uniwersytecie Columbia i na Uniwersytecie Harvarda, który ukończył w 1917. Był przez wiele lat wykładowcą języka angielskiego na Harvardzie. Potem studiował na paryskiej Sorbonie w ramach stypendium Parkera. W 1929 powrócił na Columbię jako profesor poezji. Miał dwie żony. Drugą z nich była poetka, laureatka Nagrody Pulitzera Audrey Wurdemann. W latach 1937–1941 był konsultantem w sprawach poezji przy Bibliotece Kongresu w Waszyngtonie, co odpowiadało późniejszemu tytułowi poety-laureata Stanów Zjednoczonych. W 1964 otrzymał Nagrodę Roberta Frosta (Robert Frost Prize for Poetry). Zmarł 22 czerwca 1965 w Coral Gables na Florydzie.

## Twórczość
Joseph Auslander pisał poezję i prozę. Debiutował książkowo zbiorkiem Sunrise Trumphets (1924). Potem opublikował jeszcze Cyclops’ Eye (1926), No Traveler Returns (1933) i More Than Bread (1936). W 1929 wraz z F.E. Hillem wydał The Winged Horse Anthology. jest znany z utworów o tematyce wojennej, w tym z poematu The Unconquerables (1943), dedykowanego okupowanym narodom Europy. Po wojnie razem z Audrey Wurdemann napisał powieści My Uncle Jan (1948) i The Islanders (1951).